# Saint-Jean-de-Sixt
Pour les articles homonymes, voir Saint-Jean et Sixt.
Saint-Jean-de-Sixt (prononcé [sɛ̃ ʒɑ̃ d(ə)sikst]) est une commune française située dans le département de la Haute-Savoie, en région Auvergne-Rhône-Alpes.

## Géographie
La commune se situe au cœur du massif alpin des Aravis, à 25 kilomètres à l'est d'Annecy. Elle bénéficie d'un climat de type montagnard. Elle est traversée par le Nom et le Borne.
Saint-Jean-de-Sixt est constituée de nombreux hameaux qui sont, entre autres, le Villaret, Forgeassoud, les Lombardes, Mont Durand, la Mouille et Corengy. Le bourg est installé sur un petit col qui marque la limite entre la vallée du Borne au nord et du Nom au sud, à 959 mètres d'altitude, où est implanté la mairie, juste sous l'église.
Les communes limitrophes de Saint-Jean-de-Sixt sont Les Villards-sur-Thônes, La Clusaz, Entremont et Le Grand-Bornand. La commune fait partie de la communauté de communes de la Vallée de Thones.

## Urbanisme

### Typologie
Au 1er janvier 2024, Saint-Jean-de-Sixt est catégorisée bourg rural, selon la nouvelle grille communale de densité à sept niveaux définie par l'Insee en 2022.
Elle appartient à l'unité urbaine de Thônes, une agglomération intra-départementale regroupant quatre  communes, dont elle est une commune de la banlieue,,. La commune est en outre hors attraction des villes,.

### Occupation des sols
L'occupation des sols de la commune, telle qu'elle ressort de la base de données européenne d’occupation biophysique des sols Corine Land Cover (CLC), est marquée par l'importance des forêts et milieux semi-naturels (68,7 % en 2018), en diminution par rapport à 1990 (70,2 %). La répartition détaillée en 2018 est la suivante : 
forêts (59,6 %), prairies (12,8 %), zones agricoles hétérogènes (11,9 %), zones urbanisées (6,6 %), espaces ouverts, sans ou avec peu de végétation (6,1 %), milieux à végétation arbustive et/ou herbacée (3 %).
L'IGN met par ailleurs à disposition un outil en ligne permettant de comparer l’évolution dans le temps de l’occupation des sols de la commune (ou de territoires à des échelles différentes). Plusieurs époques sont accessibles sous forme de cartes ou photos aériennes : la carte de Cassini (XVIIIe siècle), la carte d'état-major (1820-1866) et la période actuelle (1950 à aujourd'hui).

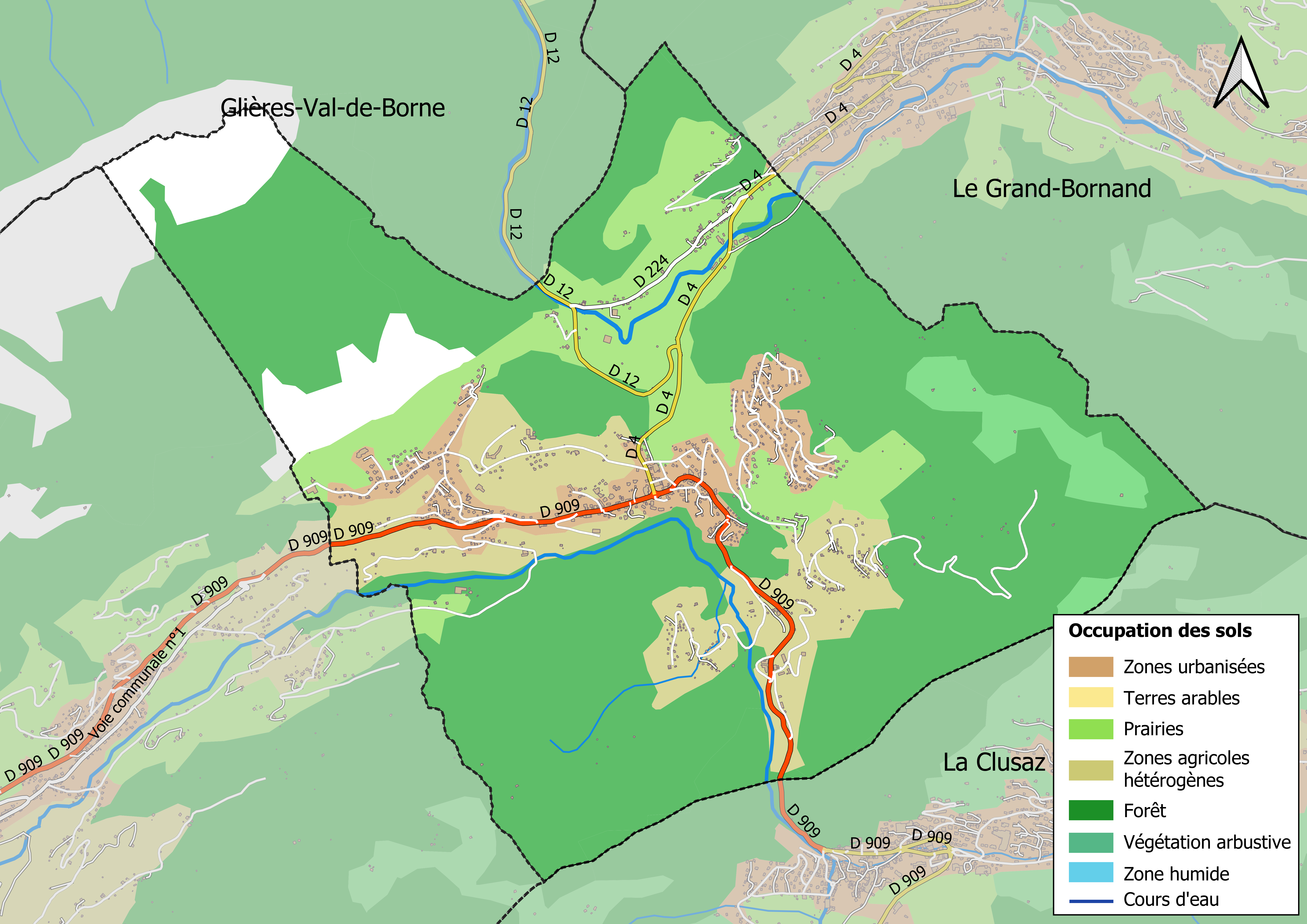
Carte des infrastructures et de l'occupation des sols en 2018 (CLC) de la commune.
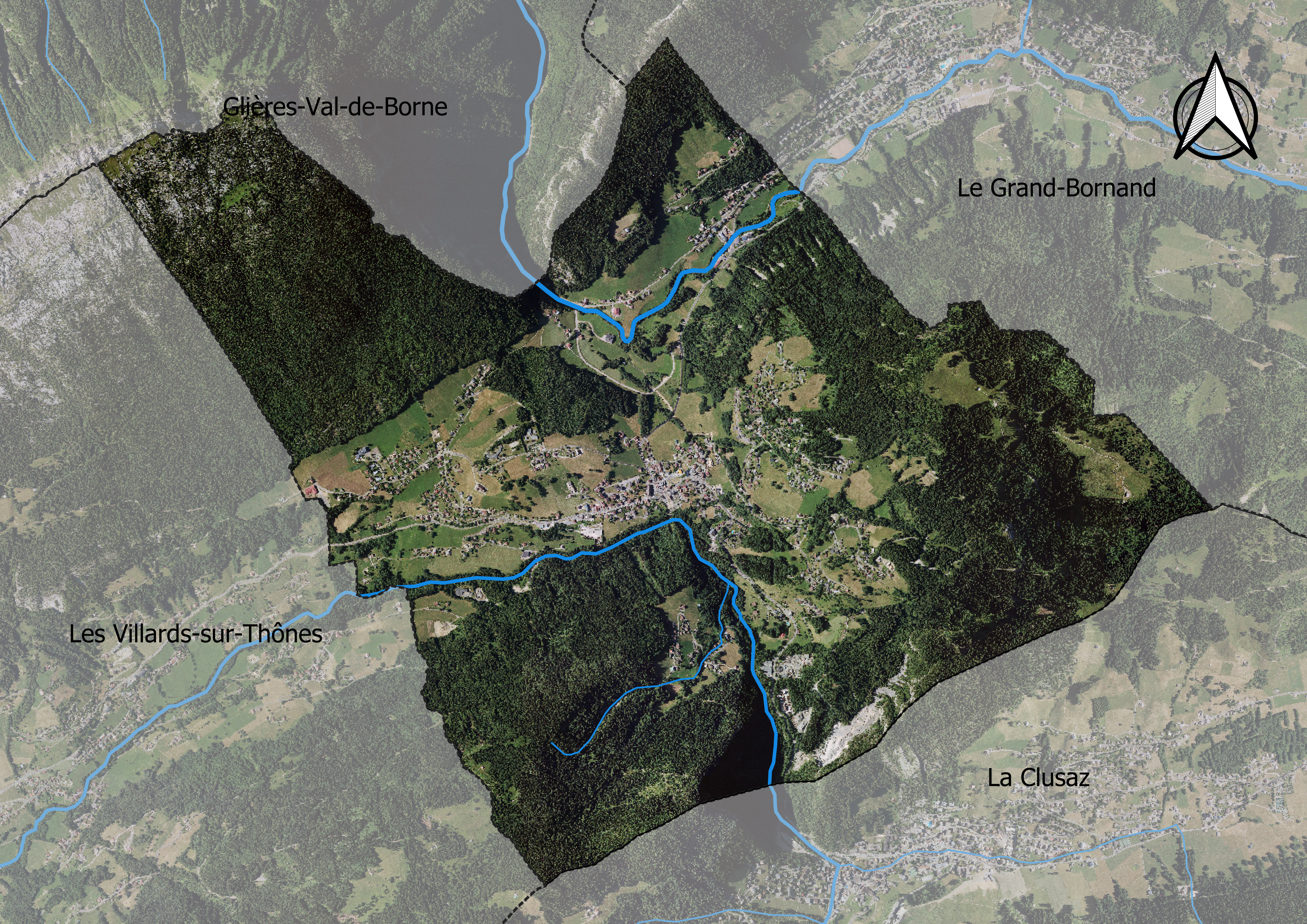
Carte orthophotogrammétrique de la commune.

## Toponymie
Selon le chanoine François Pochat-Baron, le nom de « Sixt » viendrait de « Scis » indiquant une activité de « pierre fendue » (du latin scindere), la qualité locale des pierres permettait la fabrication des meules de moulins et des cheminées. Il existe encore en 2014 les traces d'une ancienne carrière à proximité du ruisseau dit de la Planchette. Antérieurement le village s'appelait « La Chapelle » ou encore « La Chapelle sur Thônes ». La référence au vieux français « essuit, suit » (zone dégagée, sèche) qui localement signifie « alpage » semble improbable [réf. nécessaire], la commune étant très boisée et à une altitude bien inférieure à celle des alpages (village à 956 m d'altitude).
En francoprovençal, le nom de la commune s'écrit Si (graphie de Conflans) ou Sent-Jian-de-Sixt (ORB).

## Histoire
Selon l'érudit local Jean Brunier, le crêt de Saint-Jean (altitude 1012 m) et le Forgeassoud peuvent avoir accueilli une tour. La situation du Crêt permet de contrôler le défilé des Anthérieux.
En 1601, la famille Favre fait construire une chapelle au Villaret à l'emplacement de la maison natale de saint Pierre Favre[réf. nécessaire].
En 1831, trois villages du Haut s'associent pour construire le « pont des Antérieux », aussi appelé « pont des Étroits » ou encore « pont de la Douane »[réf. nécessaire].
Le Tour de France cycliste de 1911 (9e édition) pénètre pour la première fois dans le massif en arrivant par la Giettaz, passant le col des Aravis et descendant la vallée de Thônes.
De 2019 à 2023, importants travaux de réaménagement du centre-bourg pour un budget de 4,3 millions d'euros.

## Politique et administration

### Situation administrative
Attaché à l'ancien canton de Thônes, la commune appartient depuis le redécoupage cantonal de 2014, au canton de Faverges. Il comporte 27 communes. La ville de Faverges en est le bureau centralisateur.
Saint-Jean-de-Sixt est membre de la communauté de communes des vallées de Thônes qui compte treize communes.
La commune relève de l'arrondissement d'Annecy et de la deuxième circonscription de la Haute-Savoie.

### Liste des maires
| Période                                  | Période  | Identité                  | Étiquette | Qualité |
| ---------------------------------------- | -------- | ------------------------- | --------- | ------- |
| 1858                                     | 1896     | Benjamin Agnellet         |           |         |
| 1896                                     | 1908     | Emile Vulliet             |           |         |
| 1908                                     | 1925     | Jean-Marie Favre-Lorraine |           |         |
| 1925                                     | 1926     | Auguste Fillion           |           |         |
| 1926                                     | 1929     | Alexandre Laruaz          |           |         |
| 1929                                     | 1935     | Jean-Marie Favre-Lorraine |           |         |
| 1935                                     | 1945     | Léon Laydernier           |           |         |
| 1945                                     | 1947     | Aimé Laruaz               |           |         |
| 1947                                     | 1983     | Aimé Dupont               |           |         |
| 1983                                     | 1985     | Armand Laruaz             |           |         |
| 1985                                     | 1989     | Laurent Laruaz            |           |         |
| 1989                                     | 2008     | Pierre Contat             | ...       | ...     |
| 2008                                     | 2014     | Bernard Pessey            | ...       | ...     |
| 2014                                     | 2020     | Pierre-Joseph Recour      |           |         |
| 2020                                     | En cours | Didier Lathuille          |           |         |
| Les données manquantes sont à compléter. |          |                           |           |         |

### Politique environnementale
La commune s'oriente vers une politique un peu plus respectueuse de l'écologie ; elle a récemment fait construire une nouvelle école primaire bio-climatique.

## Population et société
Les habitants de Saint-Jean-de-Sixt sont appelés les Saint-Jeandines et les Saint-Jeandins. Les sobriquets des habitants étaient les Avocats, les Faruads, les Muscatins ou encore les Philosophes, au XIXe siècle.

### Démographie
L'évolution du nombre d'habitants est connue à travers les recensements de la population effectués dans la commune depuis 1793. Pour les communes de moins de 10 000 habitants, une enquête de recensement portant sur toute la population est réalisée tous les cinq ans, les populations de référence des années intermédiaires étant quant à elles estimées par interpolation ou extrapolation. Pour la commune, le premier recensement exhaustif entrant dans le cadre du nouveau dispositif a été réalisé en 2005.

En 2022, la commune comptait 1 500 habitants, en évolution de +3,88 % par rapport à 2016 (Haute-Savoie : +6,01 %, France hors Mayotte : +2,11 %).
| 1793 | 1800 | 1806 | 1822 | 1838 | 1848 | 1858 | 1861 | 1866 |
| ---- | ---- | ---- | ---- | ---- | ---- | ---- | ---- | ---- |
| 537  | 471  | 615  | 601  | 578  | 642  | 467  | 482  | 472  |

| 1872 | 1876 | 1881 | 1886 | 1891 | 1896 | 1901 | 1906 | 1911 |
| ---- | ---- | ---- | ---- | ---- | ---- | ---- | ---- | ---- |
| 502  | 498  | 535  | 515  | 507  | 517  | 543  | 600  | 533  |

| 1921 | 1926 | 1931 | 1936 | 1946 | 1954 | 1962 | 1968 | 1975 |
| ---- | ---- | ---- | ---- | ---- | ---- | ---- | ---- | ---- |
| 518  | 512  | 515  | 507  | 498  | 506  | 466  | 476  | 511  |

| 1982 | 1990 | 1999  | 2005  | 2006  | 2010  | 2015  | 2020  | 2022  |
| ---- | ---- | ----- | ----- | ----- | ----- | ----- | ----- | ----- |
| 696  | 852  | 1 005 | 1 212 | 1 240 | 1 410 | 1 433 | 1 465 | 1 500 |

### Évènements

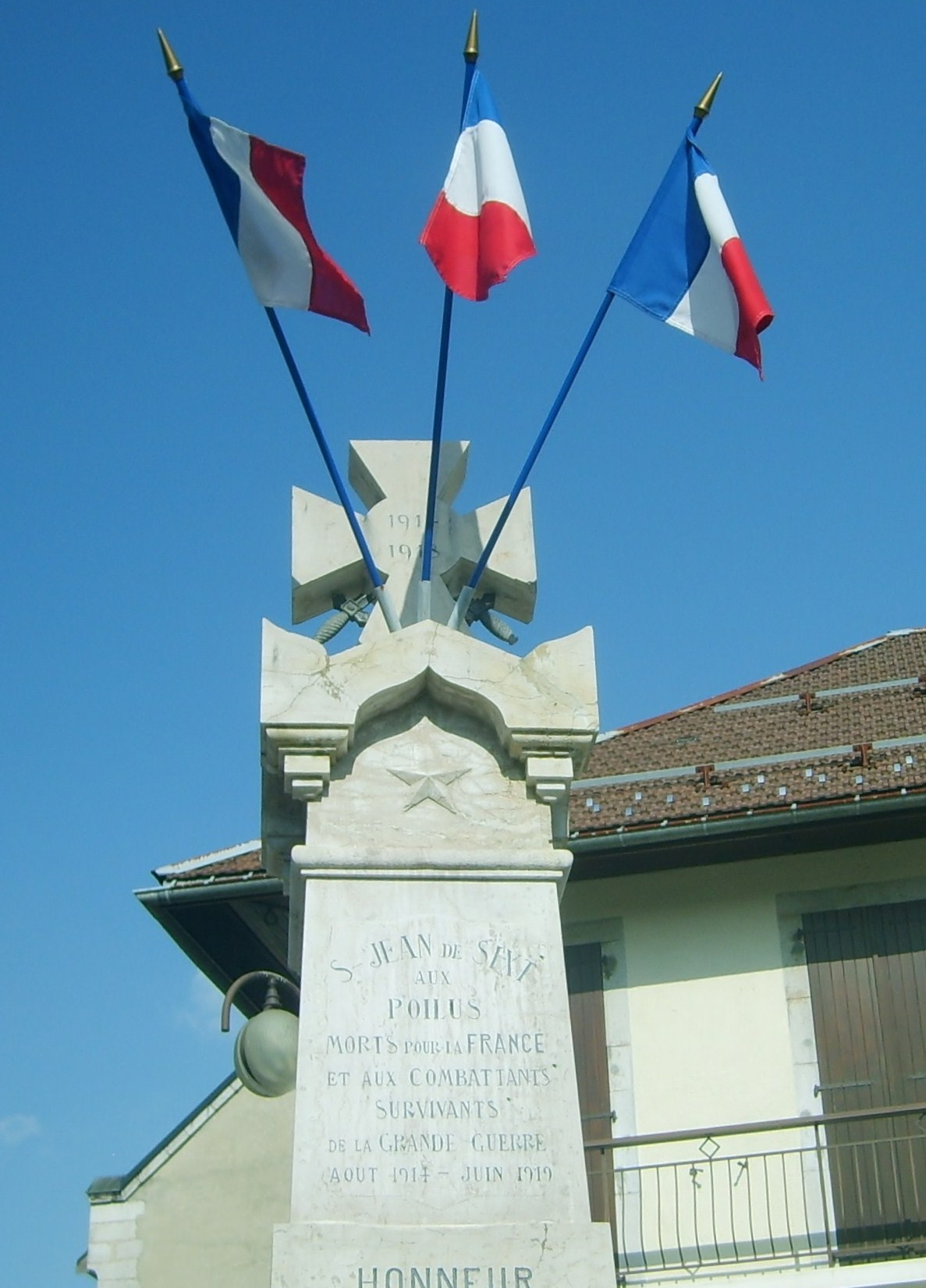
Monument aux morts 1914-1918.

- Festival « Osmose de la caricature » de Saint-Jean-de-Sixt en mars (depuis 2003).

### Infrastructures sportives

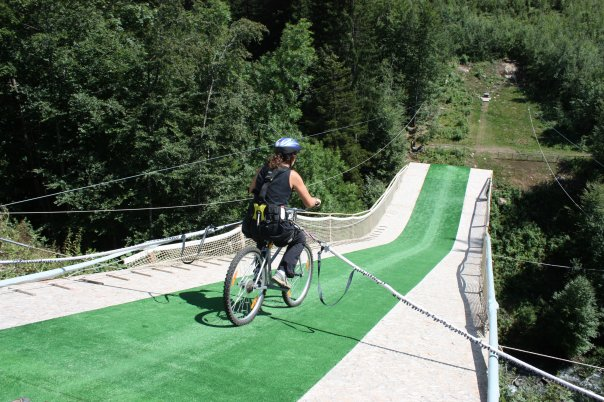
Tremplin du « Bun-J-Ride » au-dessus du torrent le Nom.

Le Bun-J-Ride est un tremplin de saut à l'élastique où l'on s'y attache grâce à des mousquetons. On peut le pratiquer sur une planche de surf, une luge, des skis, un vélo, des patins, etc..

## Économie
- Agriculture de montagne, élevage et forêt.
- Artisanat et commerces.
- Des carrières de pierres sont exploitées sur la commune depuis le Moyen Âge, actuellement carrière du Rocher des Mésers (57 000 tonnes par an, 44 salariés).
- Tourisme vert avec notamment des randonnées autour du Danay (Tête du Danay, 1 730 m). Tourisme d'hiver avec quelques pistes de ski de fond et surtout la proximité des stations de La Clusaz et du Grand Bornand, à moins de cinq minutes et reliées par navettes régulières.

En 2014 la capacité d'accueil de la commune, estimée par l'organisme Savoie-Mont-Blanc, est de 4 370 lits touristiques répartis dans 739 établissements. Les hébergements se répartissent comme suit : 191 meublés ; 1 hôtel ; un camping ; 3 villages de vacances et 2 chambres d'hôtes. La commune accueille le siège de l'association A.E.C. Vacances (5 villages vacances, 1 700 lits).

## Station de sports d'hiver

### Espace ski du Crêt
Le village possède un petit espace pour les débutants à ski, au niveau du Crêt. Il est constitué d'une piste verte équipée d'un fil neige. Jusqu'en 2016, il existait un téléski desservant 4 autres pistes. Devenu obsolète, il est désormais fermé.
3 itinéraires raquettes et 2 itinéraires piétons-raquettes sont balisés et entretenus en période hivernale.
2 pistes de luges sont également aménagées durant la période hivernale, l'une à proximité directe du centre du village et la seconde en face du fil neige du Crêt.
Une navette inter-station circule depuis le centre du village et dessert les stations de ski de la Clusaz et du Grand-Bornand, toutes deux étant situées à 3 km de Saint Jean de Sixt.

## Culture et patrimoine

### Lieux et monuments

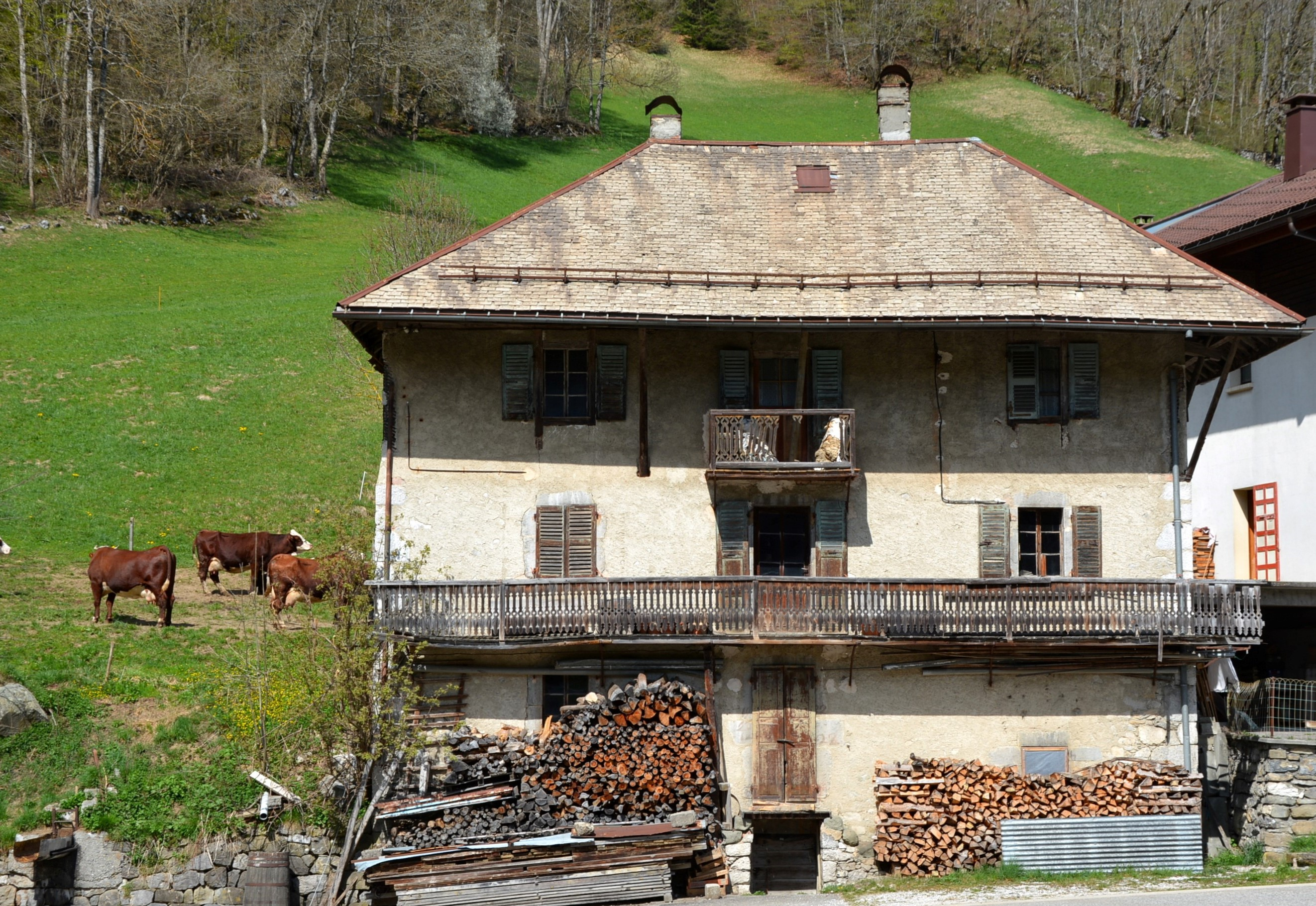
L'ancienne douane du XIXe siècle, en limite de la zone franche.

- Chapelle du Villaret en l'honneur de Pierre Favre : En 1600, une chapelle fut élevée sur l'emplacement de la maison natale du jésuite dont l'autel a été consacré en 1607 par François de Sales. Détruite lors de la Révolution française en 1794, elle fut reconstruite en 1823 et réparée en 1860. Le premier grand pèlerinage eut lieu le 29 septembre 1873 et quelque 6 000 personnes y participèrent; depuis, chaque année, une messe y est célébrée le premier dimanche du mois d'août[19].
- Chapelle de Forgeassoud, construite en 1661 pour fixer le souvenir du rattachement du hameau au village de Saint-Jean.
- Église Saint-Jean-Baptiste (XIXe siècle).

### Patrimoine naturel
- Une faune sauvage peut s'observer sur le territoire de la commune, notamment vers le Danay, comme dans tout le Massif des Aravis : rapaces, lynx, chevreuils, lièvres, etc.
- Le site des 3 ponts : Le vieux pont de l’Envers, appartenait à la communauté du four de Forgeassoud d’en-bas. Le vieux pont a été construit en 1899 par la communauté. Il a remplacé certainement un pont de bois qui desservait le moulin et la scierie (Entremont Pinguet). Source : Association Saint Jean de Sixt Patrimoine[20].

### Personnalités liées à la commune
- Saint Pierre Favre, né le 13 avril 1506 au Villaret, hameau de la commune et mort le 1er août 1546 à Rome est un théologien jésuite. Il a été le premier prêtre de la compagnie de Jésus dont il a été un des trois fondateurs et fut mandataire spécial du pape pour restaurer la foi catholique.
- Léon Laydernier (1866-1958), homme d'affaires, maire de Saint-Jean-de-Sixt (1935 à 1945).
- Hubert Ledent (1965-), auteur, compositeur, interprète, créateur de la chanson : "J'aime Saint Jean de Sixt", ainsi que de nombreuses chansons sur les Aravis[réf. nécessaire].
- Ivan Perrillat Boiteux, (1985-), fondeur français, médaillé de bronze du relais aux Jeux olympiques d'hiver de 2014, y réside.